# Emeritus
Emeritus eller hunkønsformen emerita (latin for "udtjent", flertal: emeriti eller emeritusser) er en betegnelse, der oprindelig blev brugt om en udtjent romersk soldat. Betegnelsen anvendes nu oftest som betegnelse for en præst, en lektor eller professor, der er pensioneret (henholdsvis pastor emeritus, lektor emeritus og professor emeritus). Det er imidlertid ikke alle pensionerede, der automatisk har titlen; i universitetsverdenen forudsætter det en ledelsesbeslutning og en fortsat formel tilknytning til institutionen.